# Libuše Rogozová-Kocourková
Libuše Rogozová-Kocourková (24. září 1921 Lublaň – 7. srpna 2016 Pompano Beach, Florida) byla česká herečka.

## Život
Její otec Zvonimir Rogoz byl v roce 1929 angažován do Národního divadla v Praze a s ním se do Prahy přestěhovala i rodina. Po absolvování gymnázia nastoupila v listopadu 1939 do Divadla Anduly Sedláčkové. V březnu 1940 přestoupila do zemského divadla v Brně a vystupovala s Danou Medřickou až do uzavření divadla v září 1941 nacisty. Vrátila se do Prahy a až do konce II. světové války příležitostně hostovala v Národním divadle v komponovaných pořadech. Po komunistickém převratu v roce 1948 emigrovala společně s manželem a tříletým synem Karlem do Švýcarska a později odešli do USA. Od konce 50. let 20. století pracovala ve Washingtonu jako hlasatelka československého vysílání Hlasu Ameriky. Když odešla do penze, odstěhovala se se svým druhým manželem Janem Kocourkem, který byl ředitelem československé sekce Hlasu Ameriky na Floridu, kde později v nemocnici zemřela.

## Filmové role
- 1939 Cesta do hlubin študákovy duše, role: septimánka
- 1939 Muž z neznáma, role: sekretářka
- 1940 Čekanky, role: „čekanka“
- 1947 Tři kamarádi
- 1947 Parohy[3]